# Josef Čunek
P. Josef Čunek, SJ (* 6. června 1955, Zlín) je moravský římskokatolický duchovní, jezuita a od 1. února 2019 administrátor farnosti Velehrad. Je také bratrem člena KDU-ČSL, bývalého ministra místního rozvoje ČR a starosty města Vsetína Jiřího Čunka.[nenalezeno v uvedeném zdroji]

## Život

### Původ a rodina
Narodil se do rodiny Josefa a Anny Čunkových jako nejstarší ze čtyř dětí v tehdejším Gottwaldově a dětství strávil ve čtvrti Letná v Baťově domku. Zatímco otec byl protestant, matka byla katolička a byla to právě ona, která vedla všechny čtyři děti ke katolické víře.[zdroj?]
Už jako dítě chodil také ministrovat do kostela sv. Filipa a Jakuba.
Jeho děd Josef Čunek byl autolakýrník a za první republiky provozoval dílnu. Jeho mladší bratr Jiří Čunek je politik, člen KDU-ČSL a starosta města Vsetín. Bratr Václav je salesiánský kněz v Teplicích. Sestra Jana zemřela v roce 1982. Mezi jeho příbuzné též patří herec Josef Polášek, který je jeho bratranec (matky jsou sestry). Otec Josef Čunek zemřel po autohavárii v roce 2006.[zdroj?]

### Kariéra
V roce 1979 tajně vstoupil do jezuitského řádu a začal studovat filozofii a teologii v Litoměřicích. Po studiích byl roku 1985 vysvěcen na kněze.
Po kněžském svěcení působil v mnoha farnostech, jako třeba v Lidečku. Po revoluci krátce působil ve Vatikánském rozhlase jako sicius magistra noviců v Kolíně. Posléze absolvoval třetí probaci v Polsku a 31. července 1991 složil v Praze slavné sliby. Jestě téhož roku se stal magistrem noviců českého a posléze česko-slovenského noviciátu.
Dlouhodobě působil v kostele sv. Ignáce v Praze jako jeho rektor a představený tamější komunity.[zdroj?]
V září 2018 se stal rektorem baziliky na Svatém Hostýně a superiorem komunity. Dne 1. února 2019 byl ustanoven administrátorem římskokatolické farnosti Velehrad.